# Simopelta minima
A Simopelta minima (Brandão, 1989) é uma espécie brasileira de formiga descoberta em 1989 em uma plantação de cacau na cidade de Ilhéus, interior da Bahia.

## Descoberta
A espécie foi descoberta pelo pesquisador Jacques Delabie, em uma fazenda  em Ilhéus, entre 1986 — 1987 e, posteriormente, publicada na Revista Brasileira de Etimologia. Foram encontradas quatro operárias em uma plantação de cacau, e em 1989, o professor Carlos Roberto Ferreira Brandão a identificou como uma espécie ainda não descrita pela ciência. Com o passar do tempo, a fazenda perdeu espaço para urbanização, a espécie desapareceu e foi dada como extinta. Acreditaram-se por mais de 20 anos que essa espécie de formiga seria a primeira a ser extinta por ação do homem, até que em 2003, a espécie foi vista novamente na cidade de Viçosa, Minas Gerais. Em 2014, quando o Ministério do Meio Ambiente atualizou a lista de espécies extintas, excluiu-se a Simopelta minima da mesma. A constatação de que a espécie não fora extinta se deu por acaso, quando os pesquisadores Fernando Schmidt e Ricardo Ribeiro Solar, da Universidade Federal de Viçosa, testavam armadilhas para capturar insetos subterrâneos e encontraram 11 operárias da espécie. Definitivamente, a espécie não tinha sido extinta, visto que entre Ilhéus e Viçosa têm mais de mil quilômetros de distância, o que fez constatar que além de não estar extinta, não ocorria apenas na Bahia. A confirmação veio depois de serem feitas comparações entre os exemplares encontrados anteriormente e estas, devido terem as mesmas semelhanças, de fato, eram exatamente iguais.

## Hábitos e características
Como o próprio nome a descreve, a Simopelta minima é bem pequena, medindo entre 2,5 e 2,6 mm. É bem fina e as operárias possuem olhos bem pequenos em relação ao seu tamanho, tão pequenos que à primeira vista aparenta ter apenas um olho. Apresenta pigmentos bastante pálidos
A minima tem hábitos bem distintos dos da maioria das outras espécies, além de não se alimentar de açúcares ou qualquer guloseima, mas é uma predadora e alimenta-se de cupim e de outras espécies de formiga e invade ninhos de outras. É uma espécie subterrânea. Tem comportamento de nômade, pois a rainha viaja juntamente com suas operárias. A rainha é "dictadiiforme" (permanentemente sem asa, com pecíolo alargado e grosso, com o gáster inchado).
Seu habitat preferido são as regiões neotropicais, especialmente em florestas úmidas e com altitude entre 500 a 2 000 m, em lugares pouco visitados. São vistas com pouca frequência, mas nesses lugares citados, são vistas em abundância. Apesar de não raro formarem grandes colônias, essas são de baixa densidade e suas casas não ultrapassam os 15 cm de profundidade. Por causa das constantes mudanças de lugar, fica difícil encontrar as colônias, tornando-a uma espécie rara e difícil de ser estudada, segundo Rodrigo feitosa, pesquisador. Alguns exemplares para apresentação ao público encontram-se em instituições como no Centro de Pesquisas do Cacau, na Bahia; no Laboratório de Ecologia de Comunidades, na Universidade Federal de Viçosa; no Museu de Zoologia da Universidade de São Paulo, São Paulo e na Harvard University, Cambridge, Estados Unidos.